# M'Saada
M'Saada (àrab مساعدة) és una comuna rural de la província de Sidi Slimane de la regió de Rabat-Salé-Kenitra. Segons el cens de 2014 tenia una població total de 19.853 persones.